# Alberto Maria Gambino
Alberto Gambino (Roma, 1967) è un giurista italiano.

## Biografia
Specializzatosi nel ramo industrialista e civilista, Gambino è prorettore vicario dell'Università Europea di Roma ed è professore ordinario di diritto privato. Nel campo civilistico ha elaborato la teoria dei "beni extra mercato", che sostiene come sul piano normativo l'acqua, l'energia elettrica e il gas, pur essendo beni commerciali, disattendano le regole del mercato in quanto beni essenziali per i bisogni della persona (vedi voce Diritto all'acqua). In tale ambito, ha redatto per il Consiglio Nazionale Forense il Decalogo per il Diritto all’Acqua, che è stato presentato alla Expo di Dubai (2020). Per tale impegno è stato insignito del Premio Maratea Energy Earth, sezione Law, con la motivazione di avere “segnalato la centralità di un equo e bilanciato utilizzo delle risorse idriche ed energetiche quale missione di ogni Stato autenticamente democratico”.
Si è altresì occupato di diritti delle fasce deboli della cittadinanza (pazienti, consumatori, risparmiatori, utenti). Come autore di testi e di monografie, ha studiato in particolare il settore della negoziazione telematica (sua l'entrata nel gergo giuridico dell'espressione Contratto telematico) e della circolazione dei beni giuridici fondamentali. Nell'ambito del diritto industriale ha affrontato i temi della regolazione del web e delle comunicazioni, del danno da lesione del diritto d'autore, della protezione dei dati personali, della trasmissione delle opere coperte da privative, della natura giuridica dei domain names, di IP e concorrenza e della pubblicità ingannevole.
Avvocato civilista dello studio legale che porta il suo nome, si occupa professionalmente di diritto societario. Esperto anche di diritto delle assicurazioni (è nel consiglio direttivo italiano dell'Associazione Internazionale di Diritto delle Assicurazioni (AIDA)) e di legislazione sportiva, ambito in cui dirige la Rivista di diritto sportivo del CONI.
Lo showman Rosario Fiorello ha rivelato pubblicamente che il prof. Gambino è il suo avvocato.
Presidente dell'Italian Academy of the Internet Code e direttore scientifico della rivista Diritto, Mercato e Tecnologia, interviene nel dibattito pubblico sul rapporto tra diritto e Information Technologies sulle testate de la Repubblica e dei GR Rai. Nel contesto della Autorità per le garanzie nelle comunicazioni è stato componente della Commissione Net neutrality. e giurista esperto del Comitato per lo sviluppo e la tutela dell'offerta legale di opere digitali, in base all'art. 4 del Regolamento AGCom sul diritto d'autore. Tra il 2007 e il 2010 è stato il presidente del Comitato consultivo permanente per il diritto d'autore, l'organo previsto dalla Legge sul diritto d'autore con funzioni consultive, conciliative e di studio sulle materie attinenti al diritto di autore, avviando un processo di riforma volto all'adattamento della normativa alla mutata condizione tecnologica. Dal 2023 è tornato a far parte dello stesso Comitato quale delegato del Ministero delle imprese e del made in Italy.
Interviene anche nel dibattito pubblico in materia di legislazione sanitaria, della bioetica e del biodiritto. Dal 2023 è Componente del Comitato nazionale di bioetica e lo è stato del comitato etico dell'Istituto Superiore della Sanità (2014-2021), della Commissione Permanente per l'Accessibilità della Cultura presso il Ministero per i Beni e le Attività Culturali (2006-2008), dell'Osservatorio nazionale sulla famiglia presso il Ministero delle Politiche familiari (2007-2008) e della Commissione di studio sulle problematiche relative agli embrioni conservati nei centri di Procreazione medicalmente assistita, istituita presso il Ministero della salute (2009-2010). Dall'anno 2016 è presidente dell'associazione Scienza & Vita, che si occupa del rapporto tra etica e medicina e del Laboratorio per la polis, rete di formazione e impegno civile; è stato presidente del comitato scientifico di OSECO (Osservatorio sulle strategie europee per la crescita e l'occupazione). È ed è stato nei Comitati scientifici e Cda di: Fondazione Rosselli; Laboratori Sublacensis; Fondazioni Visentini e De Gasperi; Unione Giuristi Cattolici Italiani. Interviene anche su Radio Vaticana e Radio Radicale su temi sociali, tecnologici e politici.
Nel settore del partenariato pubblico-privato, Gambino è giurista esperto del Dipartimento per la Programmazione Economica (DIPE) della Presidenza del Consiglio. A partire dall'anno 2019 ha assunto funzioni di Giudice della Commissione di Ricorso dell'ufficio italiano brevetti e marchi.
Ha svolto il ruolo di Coordinatore nazionale del Progetto di ricerca di interesse nazionale (PRIN) dal titolo "La regolamentazione giuridica delle Tecnologie dell'Informazione e della Comunicazione (TIC) quale strumento di potenziamento delle società inclusive, innovative e sicure", di cui al bando 2010-2011, selezionato e finanziato dal MIUR per il triennio 2013-2015. È direttore/condirettore di: Nuovo Diritto Civile (rivista della scuola degli allievi del prof. Natalino Irti) e della Rivista di diritto sportivo - Giappichelli-Coni e fa parte di comitati editoriali e scientifici di altre riviste e collane (Giustizia Civile - Giuffrè; Rivista di diritto industriale - Giuffrè; AIDA - Annali Italiani del Diritto d'Autore - Giuffrè; Concorrenza e Mercato - Rassegna degli orientamenti dell'Autorità Antitrust; Studia Bioethica; Iustitia - Giuffrè; Osservatorio di Diritto civile e commerciale - Il Mulino). Ha fondato e dirige la collana del Dipartimento di Scienze Umane dell'Università Europea di Roma
Autore di oltre duecento pubblicazioni di diritto privato e commerciale, biodiritto e Information Technology.

## Impegno civile
È tra i sottoscrittori del “Manifesto della lingua italiana e dell'alfabetizzazione”, nell'ambito del premio internazionale Mario Luzi.
A seguito della Strage di Garissa ha lanciato un manifesto sul diritto allo studio e all'istruzione cui hanno aderito alcune centinaia di docenti universitari.
In occasione del centenario dell'Appello ai Liberi e Forti di don Luigi Sturzo, ha tenuto la relazione principale sul punto quinto "Sviluppo e Ambiente".
In data 24 novembre 2020 ha scritto una lettera pubblica al Presidente del Consiglio Giuseppe Conte sollevando il problema della pubblicità illegale sul web.
Un suo tweet, con il quale ha dato notizia della scomparsa del presidente Oscar Luigi Scalfaro, ha suscitato un vivace dibattito sulla tempestività delle agenzie di stampa tradizionali rispetto ai nuovi media.